# Carl-Adam Nycop
Carl-Adam Nycop, né le 24 juillet 1909 à Helsinki en Finlande et mort le 4 juillet 2006 à Kristianstad, est un journaliste et une personnalité de la presse écrite suédoise.
Journaliste et rédacteur en chef de Se, l'un des premiers magazines de reportages-photo, de 1938 à 1944, il fonde ensuite le journal suédois Expressen, et y collaborera jusqu'en 1962. De 1962 à 1971, il dirige le groupe de presse Fackpressförlaget, filiale du groupe Bonnier, et fonde en 1965 le magazine Modern datateknik.

## Sources
- (sv) Cet article est partiellement ou en totalité issu de l’article de Wikipédia en suédois intitulé « Carl-Adam Nycop » (voir la liste des auteurs).

1. ↑  « http://www.mediehistoria.se/sveriges-pressarkiv/fran-rudolf-wall-till-kerstin-vinterhed-tidningsmakare-och-journalister-i-sveriges-pressarkiv/ » (consulté le 21 septembre 2022)